# Torday Árpád
Tordai Torday Árpád (Budapest, 1874. december 11. – Budapest, Ferencváros, 1943. február 12.) orvos, belgyógyász, egyetemi rendkívüli tanár. Torday Ferenc (1871–1942) öccse.

## Életútja
Torday Ferenc és Leder Anna fiaként született orvoscsaládban. 1897-ben nyert orvosdoktori oklevelet a Budapesti Tudományegyetemen, ezután a budapesti II. számú kórbonctani intézetben dolgozott mint gyakornok, s ezt követően az I. számú belgyógyászat klinikán volt tanársegéd. 1911-ben a vér- és anyagforgalmi betegségek magántanára lett. Az első világháborúban négy évig különböző katonakórházakban teljesített hadi szolgálatot.Tizennégy évig működött a Kértly-klinikán, utóbb mint tanársegéd. A Kerületi Munkásbiztosító Pénztár orvosa volt, majd 1924-től 1939-ig, a korhatár elértéig a székesfővárosi Szent István Kórház belgyógyász-főorvosa. 1928-ban kapta meg egyetemi rendkívüli tanári kinevezését. 1930-tól végezte a Magyar Orvosi Könyvkiadó Társaság titkári teendőit. Sokáig volt a Közkórházi Orvostársulat titkára, majd alelnöke, utána pedig az Újságírók Szanatórium Egyesületének volt a belgyógyász-szakorvosa. A Signum Laudis stb. kitüntetések mellett az egészségügyi főtanácsosi címet is kiérdemelte. Halálát szívizomelfajulás okozta.
Felesége Csató Margit Erzsébet (1891–1965) volt, akivel 1911. november 19-én Egerben kötött házasságot. Gyermekei: Torday Irén, dr. Torday Árpád és dr. Torday Ferenc.

## Fontosabb művei
- A typhus és coli bakterium gyors megkülönböztetésére szolgáló újabb vizsgálati módszerekről. Budapest, 1900. (Különnyomat az Orvosi Hetilapból)
- A pestisről. Budapest, 1900. (Különnyomat az Orvosi Hetilapból)
- Adalékok a leukaemia kérdéséhez. Budapest, 1905. (Klinikai Füzetek XV. 9., 10.)
- A vészes vérszegénységről. Budapest, 1909. (Klinikai Füzetek XIX. 3., 4.).
- A tüdő és az emésztőszervek rákja (Budapest, 1932)
- A légutak heveny fertőzéses bántalmai (Budapest, 1932)